# In Through the Out Door
In Through the Out Door је осми и последњи студијски албум енглеске рок групе Лед Цепелин.
Снимљен је за три недеље у новембру и децембру 1978. у студију ABBA Polar у Стокхолму, у Шведској, и објављен од стране њихове издавачке куће Swan Song Records 22. августа 1979. у САД и 24. августа 1979. у Великој Британији. За разлику од ранијих албума Лед Цепелина, на In Through the Out Door је музички доминирао басиста и клавијатуриста Џон Пол Џоунс. То је било последње издање бенда пре него што су се распали у децембру 1980. након смрти бубњара Џона Бонама три месеца раније.
Албум је био огроман комерцијални успех; пласирао се до првог места на Billboard 200 у другој недељи на америчкој листи. Доспео је и на прво место у Уједињеном Краљевству, Канади и Новом Зеланду.

## Историјска позадина
Група је назвала албум са циљем да опише своје муке, након смрти сина Роберта Планта, Карака, 1977. као и напуштања УК како не би платили порез. Изгнанство је довело до тога да бенд више од две године није могао да иде на турнеју на британском тлу, па је покушај да се врати у свест јавности био као „покушај да се уђе кроз 'спољна' врата”.
Бенд је почела да увежбава песме септембра 1978. После шест недеља, отпутовали су у Polar Studios у Стокхолму да започну снимање. За разлику од претходних албума Лед Цепелина, овај албум садржи много већи утицај од стране басисте и клавијатуристе Џона Пола Џонса и вокала Роберта Планта, а релативно мањи од бубњара Џона Бонама и гитаристе Џимија Пејџа, који се често нису појављивали. на време у студију за снимање. Бонам се борио са алкохолизмом, а Пејџ са зависношћу од хероина. Џонс је касније рекао: „до тада су постојала два различита кампа, а ми [Плант и ја] смо били у оном релативно чистом.“ Због тога су Плант и Џонс саставили многе песме током дана, а Пејџ и Бонам су додавали своје делове касно увече. Џонс је био инспирисан синтисајзером Yamaha GX-1 који је недавно купио, и он је „блиско сарађивао са Робертом, што се раније није дешавало“.
Након снимања у Полару, албум је миксован у Пејџовом личном студију у његовој кући у Пламптону. „Wearing and Tearing“, „Ozone Baby“ и „Darleneе“ (Darleneе је заснована на буги-вугију за коју су заслужни сви чланови бенда) снимљени су током сесија за овај албум, али су одбачене због ограничења простора. Песме су касније обављена на албуму Coda.

## Списак песама
А страна
| №  | Назив              | Трајање |  |
| 1. | In the Evening     | 6:48    |  |
| 2. | South Bound Saurez | 4:11    |  |
| 3. | Fool in the Rain   | 6:08    |  |
| 4. | Hot Dog            | 3:15    |  |

Б страна
| №               | Назив           | Трајање |  |
| 1.              | Carouselambra   | 10:28   |  |
| 2.              | All My Love     | 5:51    |  |
| 3.              | I'm Gonna Crawl | 5:51    |  |
| Укупно трајање: | Укупно трајање: | 42:35   |  |